# まるとく
『まるとく』とは、1994年4月から2006年3月31日までテレビユー福島で毎週月曜 - 金曜の午前中に放送されていたローカル情報番組。主婦向けということもあって、スタッフのほとんどが女性だった。

## 歴代司会者
※特記の無いものは出演当時TUF正局員アナウンサー。
- 水津邦治（1994年4月 - 1998年3月30日）
- 外岡いつ美（1994年4月 - 1996年3月）
- 大橋直美（1996年4月 - 1998年3月30日）
- 畠淳子（1998年3月31日 - 1999年9月）
- 杉浦敦（1998年3月31日 - 1999年9月）
- 奥秋直人（1999年10月 - 2006年3月31日）
- 唐橋ユミ（1999年10月 - 2002年秋）
- 太田みどり（1999年11月 - 2004年3月）
- 柳沼愛子（2002年秋 - 2005年3月28日）
- 保田有希（2004年4月 - 2005年3月28日）
- 佐藤明日香（2005年4月 - 2006年3月31日）
- 藁谷麻美（契約アナウンサー、2004年4月 - 2006年3月31日）

## 歴史
- 1994年4月、番組は『マル得ふくしま生放送』と題し、水津邦治と外岡いつ美の司会の下、「手間をかけない」「お金をかけない」をスタンスに[1]、TUFの社運をかけてスタート。スタンス通り、当時のフリップは手書きのものがほとんどだった。当時の放送時間は10:20 - 10:45。
- 1996年4月、外岡いつ美から大橋直美にバトンタッチする。
- 1998年3月31日、タイトルが『マル得ふくしま』に変更され、水津邦治・大橋直美から杉浦敦・畠淳子に交代。
- 1999年10月4日、タイトルが『まるとく』に変更され、放送時間が9時55分 - 10時45分に拡大[2]。MCも奥秋直人と唐橋ユミに交代。翌11月には太田みどりも加入。
- 2001年4月2日 放送時間が10時20分 - 11時15分に繰り下がる[3]。
- 2002年秋に唐橋ユミから柳沼愛子へバトンタッチ。2004年3月に太田みどりが卒業し、保田有希が加わる。
- 2005年3月28日から柳沼愛子が夕方に新設されるローカルニュース番組『イブニング・シックス』のメインキャスターへの異動が決まり、保田有希が退職するため、佐藤明日香と藁谷麻美に交代。また、前枠の『はなまるマーケット』の放送時間短縮で放送開始時刻が繰り上がり、9:55 - 10:50になる。
- 2006年3月31日、番組終了。最終回では歴代司会者が出演、または電話出演した。

## 主なコーナー
- ぶらりんちょ - 毎週月曜日に実施。アナウンサーがデジカムを持ち、単独取材に出かける。
- 中継 - 毎週火曜日に実施。
- 水すっぺ - 毎週水曜日に実施。
- ぐるメモ - 毎週月曜日から木曜日に実施。
- まるとく料理店
- いくらちゃん
- 奥様ネットワーク
- 12星座カウントダウン
- 天気予報
- 見たい、知りたい、TUF - 主に夕方の『イブニング・シックス』の水津邦治が登場し、その日の番組内容を予告する。以前は他の番組宣伝も行っていた。
- ほか